# Koshantschikovius genieri
Koshantschikovius genieri är en skalbaggsart som beskrevs av Bordat 2009. Koshantschikovius genieri ingår i släktet Koshantschikovius och familjen Aphodiidae. Inga underarter finns listade i Catalogue of Life.